# Inostemma piricola
Inostemma piricola är en stekelart som beskrevs av Jean-Jacques Kieffer 1906. Inostemma piricola ingår i släktet Inostemma och familjen gallmyggesteklar. Inga underarter finns listade i Catalogue of Life.